# Air Arabia
Air Arabia (arabsky: العربية للطيران) je nízkonákladová letecká společnost, která pochází ze Spojených arabských emirátů. Jediný druh letadel který používají je Airbus A320. Hlavní základnu má tato společnost v letišti Šardžá a druhou vedlejší základnu má v Rás al-Chájma. Sesterské společnosti Air Arabia jsou k roku 2020 Air Arabia Maroc (základna v Casablance), Air Arabia Egypt (základna v Alexandrii) a Air Arabia Abu Dhabi (základna v Abu Dhabí). Do Dubna 2018 byla provozována i společnost Air Arabia Jordan (základna v Ammanu). 
Od 11. prosince 2018 létá Air Arabia pravidelně linku Praha – Šarždá. Mezi dubnem 2019 až únorem 2020 provozovala společnost Air Arabia Maroc linku Praha – Casablanca.

## Historie
Air Arabia byla založena 3. února 2003 emírským dekretem, kterou vydal Sheikh bin Muhammad Al-Qasimi, vládce Šardžá a jeden z členů Nejvyšší rady Spojených arabských emirátů, čímž se stala první low-costovou leteckou společností v Spojených arabských emirátech. Air Arabia zahájila činnost 28. října 2003 prvním letem z Šardžá, na mezinárodní letiště v Bahrajnu. Letecká společnost byla zisková od prvního roku svého působení. Začala počáteční veřejnou nabídku na 55% svých akcií počátkem roku 2007.

## Flotila
V Srpnu roku 2020 společnost provozovala celkem 57 letadel. Flotila se skládá z 52 kusů letadel Airbus A320 a 5 kusů Airbus A321neo.